# Il libro delle metamorfosi
Il libro delle metamorfosi è un'antologia di racconti, a metà fra fantascienza ed horror, che la collana italiana Urania ha assemblato a cavallo fra 1968 e 1969, dividendola in tre uscite:
- Il primo libro delle metamorfosi, 25 febbraio 1968
- Il secondo libro delle metamorfosi, 8 settembre 1968
- Il terzo libro delle metamorfosi, 23 febbraio 1969

C'è da notare come nel secondo libro sia presente il racconto Il segregazionista di Isaac Asimov che, nella successiva Antologia personale di questo autore, verrà omesso solamente nell'edizione italiana.

## Elenco dei titoli

### Il primo libro delle metamorfosi (Urania n. 482)
- Metamorfosi totale: Il pianeta dei finti (Planet of Fakers, 1966), di J.T. McIntosh
traduzione di Giovanna Boselli
- Metamorfosi sadica: Mordi il prossimo tuo (A Bowl Bigger Than Earth, 1967), di Philip José Farmer
traduzione di Hilja Brinis
- Metamorfosi erotica: Bionde dallo spazio (The Blonde from Space, 1965), di Henry Slesar
traduzione di Maria Benedetta De Castiglione
- Metamorfosi accademica: Il prof. Ameba (Call Me Adam, 1952), di Winston K. Marks
traduzione di Bianca Russo
- Metamorfosi sonora: La scultrice di Vermilion Sands (Venus Smile, 1967), di J.G. Ballard
traduzione di Hilja Brinis

### Il secondo libro delle metamorfosi (Urania n. 496)
- Metamorfosi mondiale: Mutanti senza fine (Sunbeam Caress, 1968), di David Reed
traduzione di Beata Della Frattina
- Metamorfosi universitaria: Ragazza nel cubo (Swort Game, 1968), di H.H. Hollis
traduzione di Beata Della Frattina
- Metamorfosi venatoria: Caccia alla pantera (Mu Panther, 1967), di Donald J. Walsh
traduzione di Beata Della Frattina
- Metamorfosi monetaria: Dollari dal cielo (The South Waterford Rumple Club, 1967), di Richard Wilson
traduzione di Beata Della Frattina
- Metamorfosi tradizionale: Uccello mannaro (The Blackbird, 1966), di Jack Sharkey
traduzione di Maria Benedetta De Castiglione

### Il terzo libro delle metamorfosi (Urania n. 508)
- Metamorfosi razziale: Il segregazionista (Segregazionist, 1968), di Isaac Asimov
traduzione di Bianca Russo
- Metamorfosi su misura: Il vostro nuovo io (The New You, 1962), di Kit Reed
traduzione di Maria Benedetta De Castiglione
- Metamorfosi catalica: Pianeta di fango (Clear as Mud, 1967), di Keith Laumer
traduzione di Maria Benedetta De Castiglione
- Metamorfosi a volontà: L'impiccione (The Meddler, 1968), di Larry Niven
traduzione di Bianca Russo
- Metamorfosi neo-classica: Dove portano tutte le strade (Nightwings, 1968), di Robert Silverberg
traduzione di Maria Benedetta De Castiglione